# Anne Fortier
Anne Fortier es una escritora canadiense-danesa que vive en EE. UU. y Canadá desde 2002. 

## Carrera
Fortier Entregó su primer manuscrito para su publicación a la edad de 13. Desde entonces,  ha escrito las novelas Hyrder på bjerget (en danés, 2005),Juliet (en inglés, 2010), Julie (coescrito con Nina Tornillo en danés, 2013), Amazonerne Anillo (en danés, 2013) y La Hermandad Perdida (en inglés, 2014). La novela Juliet tiene lugar en Siena (Italia) y está basado en la historia de Romeo y Julieta. La novela fue un Best seller del New York Times . Hay rumores de una adaptación al cine a cargo del director James Mangold.

## Otros trabajos
Fortier También coprodujo el documental ganador del Emmy Fire and Ice: The Winter War of Finland and Russia.
Fortier tiene un Ph.D. en Historia de la Filosofía por la Aarhus University de Dinamarca.